# 中華鰟鮍
中華鰟鮍（學名：Rhodeus sinensis）為輻鰭魚綱鯉形目鱊科鰟鮍屬的其中一種，古名鮬。分布於亞洲俄羅斯阿穆爾河至中國南部淡水流域，曾由H.W. Wu在1931年命名為Pseudoperilampus lighti，是為了紀念加州大學柏克萊分校的動物學家S. F. Light（1886-1947)。本魚體呈卵圓形且側扁，眼睛直徑比嘴長一點，魚鱗呈圓形，體上部鱗緣有黑點，側線不完整，體長可達10.8公分，棲息在底中層水域，雌魚會在將卵產在蚌殼內，幼魚孵化後，會留在貝殼中直到能獨立游泳，生活習性不明。

## 扩展阅读
維基物種上的相關：中華鰟鮍